# Трнков
Трнков (словац. Trnkov) — село в окрузі Пряшів Пряшівського краю Словаччини. Площа села 1,79 км². Станом на 31 грудня 2016 року в селі проживало 232 жителі.

## Історія
Перші згадки про село датуються 1330 роком.

## Населення
| Рік:            | 1994. | 2004.    | 2014.    | 2024.    |
| --------------- | ----- | -------- | -------- | -------- |
| Кількість осіб: | 181   | 207      | 228      | 333      |
| Різниця:        |       | +14,36 % | +10,14 % | +46,05 % |

| Рік:            | 2023. | 2024.   |
| --------------- | ----- | ------- |
| Кількість осіб: | 308   | 333     |
| Різниця:        |       | +8,11 % |